# Gomero (aborígene de La Gomera)

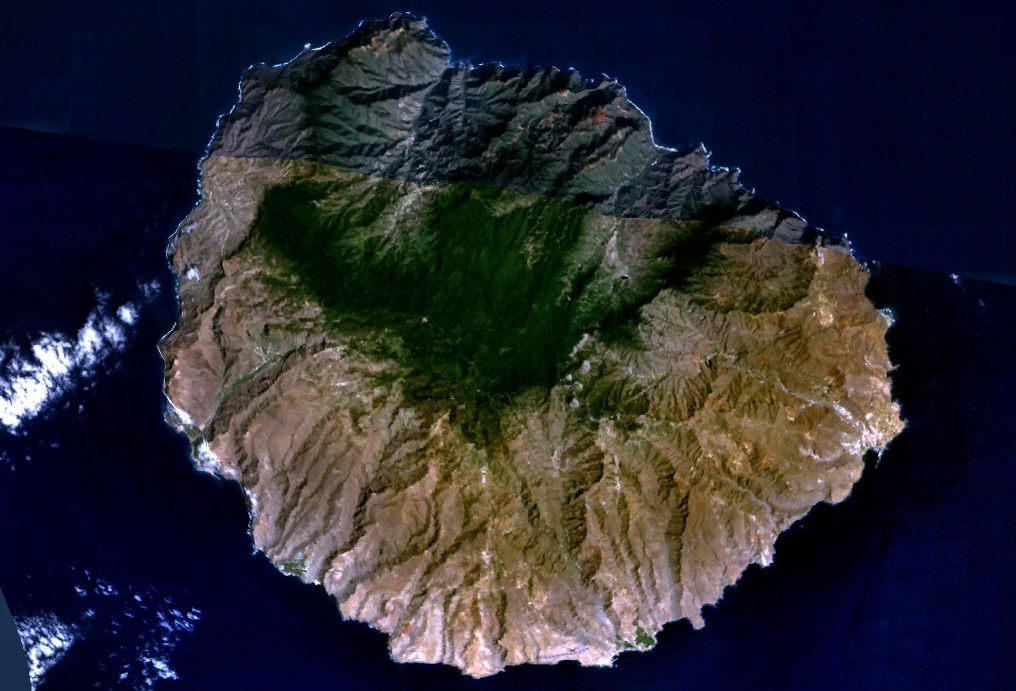
Ilha de La Gomera

Gomero é o nome pelo que se conhece aos primeiros povoadores que habitavam a ilha de La Gomera −Canárias, Espanha− antes da conquista europeia no século xv.
Trata-se de um dos povos aborígenes das Canárias entroncados genética e culturalmente com os berberes do norte de África.

## Etnónimo
O termo permanece como gentilício do moderno habitante da ilha.

## Origens
La Gomera foi povoada, provavelmente, por berberes originários de Ghomara -uma zona ao norte de Marrocos e próxima ao Rif-, da Argélia  e da Líbia. A teoria das origens dos antigos gomeros estão baseadas nos gentilícios, topónimos, elementos culturais e inscrições encontradas na ilha. Assim, segundo alguns historiadores, o nome da ilha deriva do nome dos ghomaras, uma antiga tribo berbere e hoje nome da região marroquina próxima ao Rif que já mencionávamos. Ademais, uma instituição gomerita, da que já falaremos, é muito parecida a outra também existente em Marrocos. Também se encontraram inscrições líbico-berberes (do leste da Argélia) nesta e nas outras ilhas ocidentais do arquipélago.
A data mais antigas da sua povoamento data de 470 d.C.

## Modo de vida

### Economia e subsistência
Na época pré-hispânica, os gomeros dedicavam-se fundamentalmente à apicuária, deixando à agricultura num plano muito secundário. Tinha quatro espécies domésticas: a cabra, a ovelha, o porco e o cão. A coleta vegetal, animal e mineral, terrestre e marinha era uma actividade fornecedora de uma parte considerável da dieta alimentar e de matérias primas para as atividades artesanais. O pastoreio, também importantíssimo, era uma atividade basicamente masculina, exercida por adultos mas quiçá não idosos. Os meninos atuariam como ajudantes que iniciam a sua aprendizagem. A agricultura, por sua vez, foi provavelmente uma ocupação sobretudo feminina, na que colaborariam homens durante a preparação do terreno, enquanto o resto das lidas recairiam nas mulheres adultas com a ajuda de idosas e meninas, e quiçá alguns meninos.
A coleta marinha e pesca poderia ser exercida por toda a família, salvo uma verdadeira percentagem de homens adultos que exerciam a apicuária, e eram provavelmente deslocados ao interior da ilha durante a estação seca. Talvez esta fosse a razão pela que quando os europeus capturavam indígenas na costa apanhavam mais mulheres que homens. As atividades artesanais deveram de ter sido compartilhadas por varões e fêmeas, com certos níveis de especialização sexual, ainda que é muito provável que a carga maior recaisse em indivíduos adultos de idade avançada.

### Habitat

#### Moradias e outras construções
Os assentamentos estáveis dos antigos gomeros estendem-se desde as partes altas do cardonal-tabaibal, aumentando nos bosques termófilos (palmerais, sabinares, etc). No monte verde, os assentamentos deveram ser temporários. Ao igual que os habitantes das demais ilhas, os gomeros aproveitaram as grutas naturais abertas pela erosão. As grutas, segundo suas condições, destinaram-se a albergue, a sepultura, a lar (cozinha), e inclusive pode que tivessem grutas convertidas em curral, depósitos, oficina, etc. Mas também uma mesma cavidade podia acolher diversas funções, e de facto parece que foi o mais comum, por exemplo, dormitório, cozinha, oficina, etc.

#### Enterros
A necrópolis -cidade dos mortos- encontra-se separada da moradia como passa em outras culturas, mas integradas num mesmo complexo. O mais comum é que as sepulturas apareçam concentradas, formando autênticas necrópolis numa parte concreta do barranco ou da ladeira, enquanto o povoado propriamente dito ocupa outro lugar. Uma gruta sepulcral isolada costuma ser excepcional e, quando existe, costuma estar fosse da área dos assentamentos permanentes, provavelmente relacionada com uma zona de pastoreio estacional.

## Organização sócio-política
Na organização social dos gomeritas, tinha uma instituição muito parecida a outra existente em Marrocos. Esta instituição tomava o nome de "pactos ou alianças por colocação". Dito pacto exercia-se através de um ritual que se fundamentava em beber leite num caneco. Assim, na colonização da Gomera por Hernán Peraza, este estava unido num pacto com os bandos de Amulagua e Hipalán. No entanto, depois de deitar com uma mulher que pertencia ao seu proprio bando, que era considerada segundo o pacto como a sua irmã, incumpriu o compromisso da exogamia —o que deshonrou aos bandos que o tinham adoptado como irmão de sangue— e rompeu a aliança fixada.
Este facto e o negativo governo que o conquistador tinha imposto sobre a ilha, provocariam a revolta na que participou Hupalupa, que era o idoso ocupado de vigiar a que se cumprisse do pacto. Hautacuperche foi o encarregado de matar ao traidor, quando este visitou a gruta onde jazia Ibalia, em Guahedum. Com a sua morte, os gomeros alçados diziam que o pacto se tinha rompido.

### Divisão territorial
Nos momentos prévios à conquista no final do século xv, a ilha achava-se dividida em quatro senhorios, bandos ou cantões segundo os primeiros historiadores, não existindo nenhuma superestrutura acima destas unidades a diferença do que ocorria em outras ilhas.

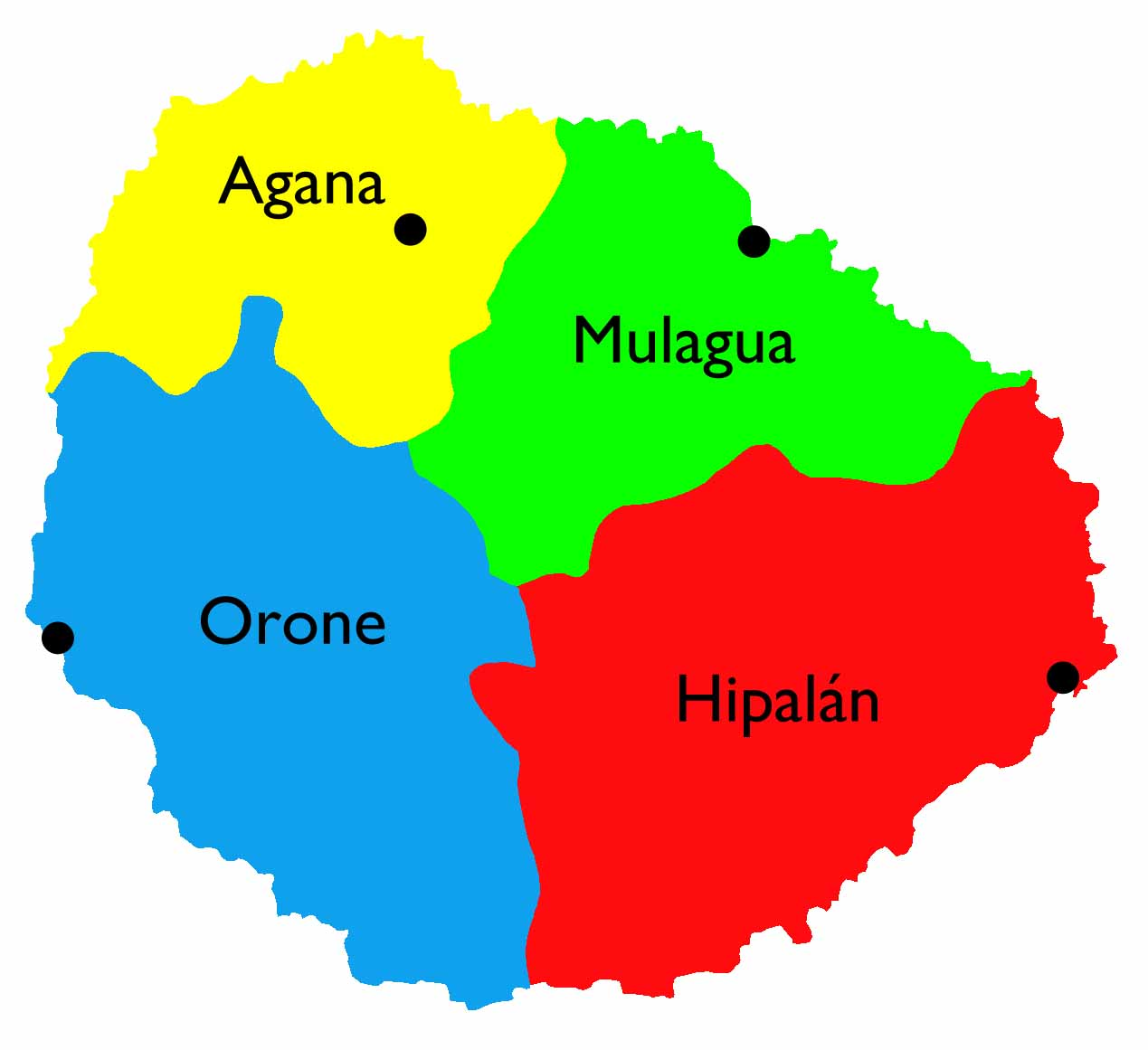
Divisão da ilha em cantões

Os 4 cantões eram: Mulagua, Hipalán, Orone e Agana, identificando-se estes territórios com os grandes vales de Hermigua, San Sebastián, Vale Gran Rey e Vallehermoso, respetivamente.

## Religião
O engenheiro Leonardo Torriani aponta a que adoravam a uma entidade com forma de cão negro e lanudo de andar bípedo ao que denominavam Hirguan. Este autor alude também a que existiu um adivinho gomero chamado Eiunche que tentava fazer ver a seus paisanos que o verdadeiro deus criador de todo habitava no céu e se chamava Orahan, e que Hirguan era o seu inimigo.

## Gomeros conhecidos
- Hautacuperche
- Hupalupa
- Yballa
- Eiunche